# 鍛治壮一
鍛治 壮一（かじ そういち、1930年（昭和5年）7月6日 - 2022年（令和4年）3月5日）は、日本のジャーナリスト、作家、航空評論家。

## 経歴
東京府東京市出身。1956年（昭和31年）東京大学教養学部卒業後、毎日新聞社に入社。東京社会部記者として1965年（昭和40年）から航空担当となる。その後、サンデー毎日編集次長に就任。社会部編集委員などを歴任した。
1985年（昭和60年）に同社を退社し、ジャパンタイムズ編集委員を経て独立。航空に関連する記事執筆を専業とするライターとなり、防衛・航空問題を専門とする。ほか、通産省委員など歴任した

### 略年表
- 1930年 東京府東京市生まれ。麹町尋常高等小学校、東京府立第一中学校、第一高等学校を卒業
- 1956年 東京大学教養学部教養学科卒業
- 1956年 毎日新聞社入社、東京社会部に配属
- 1972年 サンデー毎日編集次長
- 1975年 社会部編集委員
- 1978年 通産省航空機工業審議会委員
- 1982年 航空システム研究会理事
- 1985年 毎日新聞社退社
- 1985年 ジャパンタイムズ編集委員
- 1992年 日本航空協会表彰委員
- 1993年 日本宇宙少年団理事
- 2022年3月5日 死去[1]

## 著書
- 『ジェット・パイロット : 国際線機長ものがたり』ぺりかん社 1969
- 『ジェット・パイロット : 国際線機長ものがたり 増補改訂版』ぺりかん社 1971
- 『ジェット・パイロット : 国際線機長ものがたり 新版』ぺりかん社 1974
- 『飛行機のはなし』塩田みつを／絵 ポプラ社 1978
- 『パイロット・鉄道マンへの道』ポプラ社 1978
- 『ジェット・パイロット』ぺりかん社 1981
- 『ちしきの絵本 3』ポプラ社 1982
- 『ジェットパイロット物語 : ロマンを秘めた男の群像』朝日ソノラマ 1988
- 『コクピットの男 : ハイテク機に挑む』朝日ソノラマ 1989

ほか、執筆記事、共著多数。